# Kharkhorin
Kharkhorin (tiếng Mông Cổ: Хархорин) là một thành phố và một trung tâm sum của tỉnh Övörkhangai tại Mông Cổ. Sum có tổng dân số là 13.828 người (1994), 13.964 người (2000), 13.496 người (2003). Thành phố Kharkhorin có dân số là 8.977 (2003), diện tích thành phố là 20,5 km².

## Địa lý
Kharkhorin nằm tại phần thấp dưới cùng của thung lũng thượng lưu sông Orkhon, một phần của Di sản thế giới Thung lũng Orkhon. Thành phố nằm tại vùng chân núi phía đông của dãy núi Khangai, nơi chúng gặp các thảo nguyên ở miền trung Mông Cổ.
Không xa thành phố là di chỉ về kinh đô cổ Karakorum, trong một thời gian ngắn từng đóng vai trò là kinh đô của Đế quốc Mông Cổ dưới thới Oa Khoát Đài Hãn. Địa điểm tham quan khác là Tu viện Erdene Zuu.

### Khí hậu
Kharkhorin có khí hậu cận Bắc Cực (phân loại khí hậu Köppen Dwc) với ảnh hưởng của gió mùa, được đặc trưng bởi mùa đông lạnh và lượng mưa thấp.
| Dữ liệu khí hậu của Kharkhorin     | Dữ liệu khí hậu của Kharkhorin | Dữ liệu khí hậu của Kharkhorin | Dữ liệu khí hậu của Kharkhorin | Dữ liệu khí hậu của Kharkhorin | Dữ liệu khí hậu của Kharkhorin | Dữ liệu khí hậu của Kharkhorin | Dữ liệu khí hậu của Kharkhorin | Dữ liệu khí hậu của Kharkhorin | Dữ liệu khí hậu của Kharkhorin | Dữ liệu khí hậu của Kharkhorin | Dữ liệu khí hậu của Kharkhorin | Dữ liệu khí hậu của Kharkhorin | Dữ liệu khí hậu của Kharkhorin |
| Tháng                              | 1                              | 2                              | 3                              | 4                              | 5                              | 6                              | 7                              | 8                              | 9                              | 10                             | 11                             | 12                             | Năm                            |
| ---------------------------------- | ------------------------------ | ------------------------------ | ------------------------------ | ------------------------------ | ------------------------------ | ------------------------------ | ------------------------------ | ------------------------------ | ------------------------------ | ------------------------------ | ------------------------------ | ------------------------------ | ------------------------------ |
| Trung bình ngày tối đa °C          | −12                            | −9                             | 0                              | 9                              | 17                             | 21                             | 21                             | 20                             | 16                             | 8                              | −2                             | −10                            | 7                              |
| Tối thiểu trung bình ngày °C       | −26                            | −25                            | −16                            | −6                             | 1                              | 6                              | 9                              | 7                              | 0                              | −7                             | −17                            | −24                            | −8                             |
| Lượng Giáng thủy trung bình mm     | 1                              | 2                              | 4                              | 11                             | 26                             | 58                             | 94                             | 77                             | 28                             | 10                             | 4                              | 2                              | 317                            |
| Trung bình ngày tối đa °F          | 10                             | 16                             | 32                             | 48                             | 63                             | 70                             | 70                             | 68                             | 61                             | 46                             | 28                             | 14                             | 44                             |
| Trung bình ngày tối thiểu °F       | −15                            | −13                            | 3                              | 21                             | 34                             | 43                             | 48                             | 45                             | 32                             | 19                             | 1                              | −11                            | 17                             |
| Lượng Giáng thủy trung bình inches | 0.0                            | 0.1                            | 0.2                            | 0.4                            | 1.0                            | 2.3                            | 3.7                            | 3.0                            | 1.1                            | 0.4                            | 0.2                            | 0.1                            | 12.5                           |
| Số ngày mưa trung bình             | 3                              | 3                              | 4                              | 6                              | 9                              | 13                             | 17                             | 15                             | 8                              | 6                              | 4                              | 4                              | 92                             |
| Nguồn: Weather Atlas               |                                |                                |                                |                                |                                |                                |                                |                                |                                |                                |                                |                                |                                |

## Kinh tế

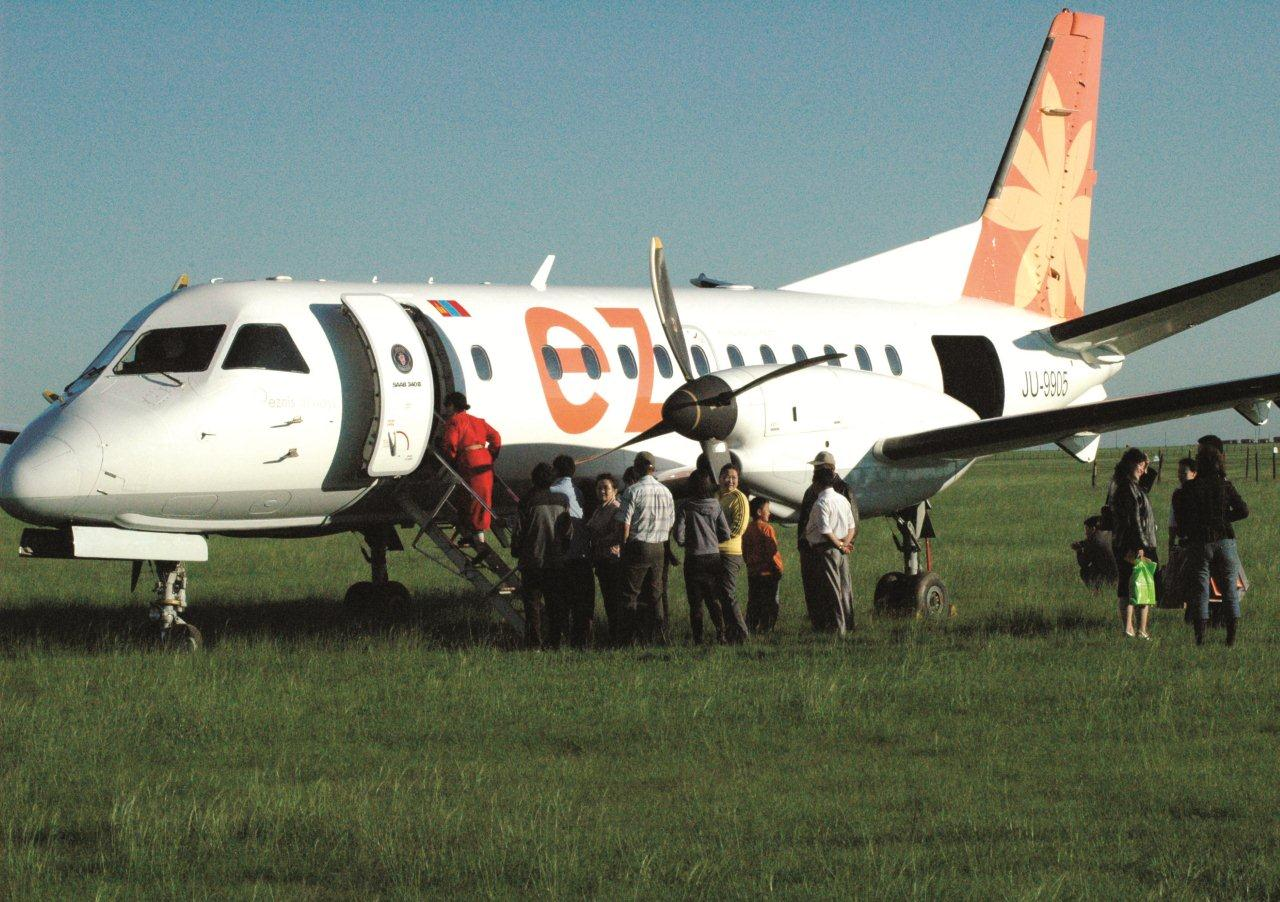
Sân bay Kharkhorin

Nguồn thu nhập chính của cư dân thành phố Kharkhorin đến từ du lịch và nông nghiệp. Nguồn nước từ sông Orkhon cung cấp nước tưới cho việc trồng trọt ngũ cốc tại một khu vực bằng phẳng ở phía đông thành phố.

## Giao thông
Sân bay Kharkhorin (KHR/ZMHH) có một đường băng chưa lát và có các chuyến bay định kì đi và đến Ulan Bator. Một tuyến đường bộ theo chiều tây bắc–đông nam kết nối thành phố với Tsetserleg và Khujirt.